# Лепренс де Бомон, Жанна Мари
Жанна-Мари Лепренс де Бомон (фр. Jeanne-Marie Leprince de Beaumont, урождённая Vaimboult; 26 апреля 1711, Руан — 8 сентября 1780, Шавано) — французская писательница, педагог, прабабушка Проспера Мериме.

## Жизнь и творчество
Происходила из мелкопоместного дворянства. После двух лет неудачного брака уехала в 1746 г. в Лондон, где занималась воспитанием детей состоятельных англичан. В Англии она вышла замуж и стала матерью большого семейства. В эпоху Просвещения широкое распространение получила её педагогическая система, «проникнутая духом уважения к ребёнку, рационализма и преклонения перед книгой».
В 1748 г. опубликовала дидактический роман «Торжество истины». Также писала школьные учебники, преподавала в школе для девочек. Её перу принадлежат сказки, некоторые из которых представляют собой обработку хорошо известных сюжетов. Хрестоматийной считается её редакция сказки «Красавица и чудовище». Другое её название: «Красотка и чудовище». Её обычно печатают в качестве приложения к сказкам Шарля Перро.
После 17 лет пребывания в Англии Лепренс де Бомон уехала на континент, последние годы провела в Савойе.
Наиболее известное сочинение писательницы — учебное пособие «Magasin des Enfants ou Dialogues d’une sage gouvernante avec ses eleves de la premier distinction» (Лондон, 1756; в русском переводе «Детское училище или нравоучительные разговоры между разумною учительницею и знатными разных лет ученицами», СПб., 1761—1767). Как следует из названия, книга составлена «диалогами» гувернантки, мадемуазель Бон (фр. добрейшая), с девушками знатных семейств разной национальности и разного возраста (от 5 до 13 лет). Разговором о простых вещах учительница объясняет устройство мира, рассказывает об обязанностях доброй жены и т. п. А нравоучительные сказки, дополняющие каждый такой диалог (Принцы Счастливый и Несчастливый, Принц Очаровательный, Красавица и Чудовище и др.), дают полезный пример поведения и учат добросердечию, отзывчивости и милосердию. Например, знаменитая «Красавица и Чудовище» у Лепренс де Бомон почти полностью лишена сказочности, но зато объясняет знатным девицам, что нельзя бояться уродства, представленного Чудовищем, и сторониться его. Отвращение должно вызывать холодное сердце, которым обладают сестры Красавицы. Не случайно, в наказание добрая Фея превращает их в статуи и ставит их при входе во дворец Красавицы и её мужа. Рассказ подкреплен полезным примером «из жизни». Одна из слушательниц гувернантки вспоминает, что как-то её папа привел в дом на должность лакея совершенно чёрного арапчонка, и он был настолько уродлив, что она постоянно пряталась от него, но, постепенно привыкнув, бояться перестала, и теперь, когда он несёт её в карету, она совсем не замечает его уродливого лица. На это мадемуазель Бон делает замечание: «К уродству можно привыкнуть, к злобе же никогда. Не стоит стесняться быть некрасивым, но надлежит делать так много добра, чтобы люди не замечали нашего некрасивого лица и любили нас за наше сердце».
Книга была популярна в Европе и в России и выдержала множество переизданий. В России общий тираж мог дойти до 15 млн экземпляров. А среди читателей был даже малолетний великий князь Павел Петрович.
По образцу её «Magasin des Enfants» русский писатель А. Т. Болотов написал книгу «Детская философия, или нравоучительные разговоры между одной госпожой и её детьми, сочинённые для споспешествования истинной пользы молодых людей», изданная в Москве в двух частях, в 1776—1779 годах.

## Труды
- «Детское училище», в 4-х томах (Лондон, 1756)

1. Г-жа Ле-Пренс-де-Бомон, 4-я часть «Юношеского училища, или Нравоучительных разговоров» (Москва, 1774). Переводчик: Иоанн Харламов
2. Г-жа Ле-Пренс-де-Бомон, 3-я часть «Совершенного воспитания» (Москва, 1787). Переводчик: Иоанн Харламов